# Renate Weber
Renate Weber (ur. 3 sierpnia 1955 w Botoszanach) – rumuńska polityk i prawniczka, deputowana do Parlamentu Europejskiego VI, VII i VIII kadencji, rzecznik praw obywatelskich Rumunii.

## Życiorys
Ukończyła w 1979 studia prawnicze na Uniwersytecie w Bukareszcie, kształciła się następnie na kursach podyplomowych na Columbia University w Nowym Jorku. W 1979 podjęła praktykę w zawodzie adwokata w ramach własnej kancelarii, należąc do izby adwokackiej w Bukareszcie. Prowadziła wykłady w SNSPA w Bukareszcie oraz na macierzystym uniwersytecie. W 2000 była sędzią ad hoc w Europejskim Trybunale Praw Człowieka. Od 2004 do 2005 pełniła funkcję doradcy prezydenta Rumunii Traiana Băsescu ds. legislacji.
Zaangażowała się w działalność różnych organizacji społecznych i instytutów naukowych. Od 1998 do 2007 z krótką przerwą pełniła funkcję przewodniczącej rady rumuńskiej fundacji działającej w ramach Open Society Foundations. Zajęła się w szczególności prawami człowieka, w latach 1993–2004 była redaktorem naczelnym pisma „Revista Romana de Drepturile Omului”. Od 1993 do 1998 zajmowała stanowisko dyrektora wykonawczego centrum praw człowieka w Bukareszcie, a w okresie 1994–1999 była współprzewodniczącą rumuńskiego Komitetu Helsińskiego. Opublikowała kilkadziesiąt prac naukowych i artykułów dotyczących w szczególności praw człowieka, mniejszości narodowych, przeciwdziałania dyskryminacjom.
W 2007 z listy Partii Narodowo-Liberalnej uzyskała mandat eurodeputowanej. W wyborach w 2009 skutecznie ubiegała się o reelekcję. W VII kadencji przystąpiła do grupy Porozumienia Liberałów i Demokratów na rzecz Europy oraz do Komisji Wolności Obywatelskich, Sprawiedliwości i Spraw Wewnętrznych. W 2014 została wybrana na kolejną kadencję Europarlamentu. W jej trakcie opuściła PNL, dołączyła później do ugrupowania Sojusz Liberałów i Demokratów. W 2019 z jego rekomendacji objęła urząd adwokata ludu (rumuńskiego rzecznika praw obywatelskich); zastąpiła na tej funkcji Victora Ciorbeę.